# Zvezda M503
Zvezda M503 je ladijski 42-valjni tekočinsko hlajeni dizelski zvezdasti motor, ki so ga razvili v 1970ih v Sovjetski zvezi. Uporabljali so ga raketnih čolnih razreda Osa, vsako plovilo je imeli tri motorje M503.
Nemci so uporabili ta motor za tekmovanje v traktorski vleki. Za gorivo so namesto dizla uporabili metanol. Motor je imel maso 3200 kg in je razvil okrog 8000 KM.

## Tehnične specifikacije (Zvezda M503A)
- Tip: 42-valjni tekočinsko hlajeni dizelski zvezdasti motor s 7 nizi, v vsakem nizu 6 valjev
- Premer valja: 160 mm (6,29 in)
- Hod valja: 170 mm (6,69 in)
- Delovna prostornina: 143,6 L (8763 in³)
- Dolžina: 3700 mm (145,66 in)
- Širina: 1560 mm (61,41 in)
- Teža (suh): 5450 kg (12015 lb) (
- Drugo: 7 odmičnih gredi (vsak niz ena)
- Gorivo: Dizel
- Hladilni sistem: tekočinsko hlajeni
- Moč: 3942 KM (2940 kW) pri 2200 obratih na minuto
- Razmerje moč/prostornina: 20,47 kW/L (0,44 KM/in³)
- Razmerje moč/teža: 0,53 kW/kg (0,32 KM/lb)

## Podobni motorji
- Napier Deltic